# Соёмбо (письмо)
Соёмбо (монг. соёмбо бичиг, 𑪁𑩖𑩻𑩖𑪌𑩰𑩖 𑩰𑩑𑩢𑩑𑪊) — одна из исторических монгольских письменностей, абугида, разработанная монгольским монахом и преподавателем Дзанабадзаром в 1686 году, чтобы писать на монгольском языке. Также её можно использовать для тибетского языка и санскрита.
Специальный символ шрифта соёмбо стал национальным символом Монголии и представлен на флаге страны, принятом в 1911 году, а также используется как нашивка на военную форму, изображён на деньгах, государственных печатях и т. д.

## Изобретение
Письменность соёмбо была изобретена спустя 38 лет после изобретения письма тодо бичиг («ясное письмо»).
Легенда гласит, что Дзанабадзар однажды ночью увидел в небе похожие на буквы знаки, их он и включил в свою новую письменность. Название письменности дано по этой истории и происходит от санскритского слова сваямбху, означающего «сотворение самого себя».
Фактически слоговая система соёмбо основана на письме деванагари, а форма букв восходит к индийскому письму ранджана. Отдельные символы напоминают традиционное монгольское письмо и древнетюркское письмо.

## Использование
Восточные монголы использовали соёмбо в основном как церемониальную и декоративную письменность. Дзанабадзар создал её для перевода буддийских текстов с санскрита или тибетского языка, и он, и его ученики использовали соёмбо для этой цели. Сейчас данная письменность повседневно уже практически не применяется. Кроме как в исторических текстах, соёмбо может быть встречена лишь в храмовых надписях. Она также имеет значимость для лингвистических исследований, поскольку отражает изменения в монгольском языке, такие как образование долгих гласных - аа, оо, уу, ээ, өө, үү, ии, ы - в результате выпадения интервокального [г] и последующего слияния смежных гласных (например, в монгольском слове, обозначающем титул великого хана, - изначальный вариант произношения "хаган" преобразовался в современное "хаан").

## Форма

Структура слога для монгольского. Согласная (C_{b}), гласная (V), маркер длины (L), маркер дифтонгов (V_{d}) и конечная согласная (C_{f})

Структура слога для санскрита. Согласная-префикс (C_{p}), согласная (C_{b}), согласные в кластере (C_{2}…C_{n}), гласная (V), маркер длины (L), анусвара (S_{a}) и висагра (S_{v}).

Структура слога для санскрита. Согласная-префикс (C_{p}), согласная (C_{b}), согласные в кластере (C_{2}…C_{n}), гласная (V), маркер длины (L), тшег (Т)

Соёмбо — первая монгольская письменность, записываемая слева направо, в отличие от предыдущих вертикальных систем.
Два варианта символа соёмбо используются как символы начала и конца текста. Два его элемента (треугольник и вертикальная линия) формируют основу для остальных символов.

## Алфавит

### Согласные
Соёмбо содержит буквы для звуков монгольского языка. Дополнительные буквы могут использоваться для записи санскрита и тибетского языка. Основное различие имеет монгольский язык, где буквы для глухих согласных санскрита используются для звонких взрывных, а буквы для звонких придыхательных согласных — для глухих взрывных.
| 𑩜 ka | 𑩝 kha | 𑩞 ga | 𑩟 gha | 𑩠 ṅa | 𑩡 ca  | 𑩢 cha  | 𑩣 ja  | 𑩤 jha | 𑩥 ña  |
| 𑩦 ṭa | 𑩧 ṭha | 𑩨 ḍa | 𑩩 ḍha | 𑩪 ṇa | 𑩫 ta  | 𑩬 tha  | 𑩭 da  | 𑩮 dha | 𑩯 na  |
| 𑩰 pa | 𑩱 pha | 𑩲 ba | 𑩳 bha | 𑩴 ma | 𑩵 tsa | 𑩶 tsha | 𑩷 dza | 𑩸 źa  | 𑩹 za  |
| 𑩺 'a | 𑩻 ya  | 𑩾 va | 𑩼 ra  | 𑩽 la | 𑩿 śa  | 𑪀 ṣa   | 𑪁 sa  | 𑪂 ha  | 𑪃 kṣa |

#### Монгольский язык
Использует лишь часть символов, со своим произношением
| 𑩜 ɡa/ɢa | 𑩝 ka/qa | 𑩠 ŋa | 𑩣 ja | 𑩢 ca | 𑩥 ña | 𑩫 da  | 𑩬 ta | 𑩯 na | 𑩰 ba  |
| 𑩱 pa    | 𑩴 ma    | 𑩻 ya | 𑩼 ra | 𑩾 va | 𑩽 la | 𑩿 sha | 𑪁 sa | 𑪂 ha | 𑪃 ksa |

Также конечный согласный[уточнить] пишется упрощённым вариантом буквы снизу основы. Гласные u и ü смещаются от этого влево.
| 𑩐𑪊 aɡ | 𑩐𑪋 ak | 𑩐𑪌 aŋ | 𑩐𑪍 ad/at | 𑩐𑪎 an | 𑩐𑪏 ab/ap |
| 𑩐𑪐 am | 𑩐𑪑 ar | 𑩐𑪒 al | 𑩐𑪓 aš    | 𑩐𑪔 as | 𑩐𑪕 ah    |

#### Санскрит и тибетский язык
Кластеры согласных пишутся буквами, стоящими одна над другой в одной основе. Для удвоения согласного используется треугольник над основой.
| (𑩣 + 𑩪) 𑩣𑪙𑩠 jṅa | (𑩜 + 𑩿) 𑩜𑪙𑩿 kśa | (𑩭 + 𑩾) 𑩭𑪙𑩾 dva | (𑩯 + 𑩭) 𑩯𑪙𑩭 nda | (𑩲 + 𑪁 + 𑩜) 𑩲𑪙𑪁𑪙𑩜 bska | (𑩜 + 𑪀 + 𑩴) 𑩜𑪙𑪀𑪙𑩴 kṣma | (𑩭 + 𑩭) 𑩭𑪘 dda | (𑩴 + 𑩴) 𑩴𑪘 mma |

В кластерах, начинающихся с ⟨𑩼⟩ ra, ⟨𑩽⟩ la, ⟨𑩿⟩ śa или ⟨𑪁⟩ sa, первая согласная может быть упрощена в префикс, пишущийся слева от треугольника основы.
| 𑪆 r-   | 𑪇 l-   | 𑪈 ś-   | 𑪉 s-   |
| 𑪆𑩜 rka | 𑪇𑩜 lka | 𑪈𑩜 śka | 𑪉𑩜 ska |

### Гласные
Как другие письменности Брахми, соёмбо — абугида. При отсутствии других гласных в слоге предполагается звук а. Например, отдельно стоящий символ ⟨𑩜⟩ произносится «ка». Слоги с другими гласными получаются добавлением диакритических знаков к основному символу: например, слог ⟨𑩜𑩑⟩ ki получается добавлением ⟨ 𑩑⟩ к ⟨𑩜⟩). Первая буква алфавита, ⟨𑩐⟩ обозначает отсутствие согласного звука, позволяя записывать слоги, начинающиеся с гласной.
Монгольский язык имеет 7 гласных звуков, каждый из которых может быть кратким и долгим. Долгота гласного и дифтонги отображаются особым значками.
| 𑩐 a | 𑩐𑩑 i | 𑩐𑩔 e | 𑩐𑩒 ü | 𑩐𑩓 u | 𑩐𑩕 o | 𑩐𑩖 ö |
| 𑩐𑩛 ā | 𑩐𑩑𑩛 ī | 𑩐𑩔𑩛 ē | 𑩐𑩛𑩒 ǖ | 𑩐𑩛𑩓 ū | 𑩐𑩕𑩛 ō | 𑩐𑩖𑩛 ȫ |

| ◌𑩗 -i | ◌𑩘 -u |
| 𑩐𑩗 ai | 𑩐𑩘 au |

Санскрит также включает слоговые согласные ṛ и ḷ, которые могут быть длинными и краткими. Также санскрит имеет две дополнительных диакритических знака, анусвару ⟨◌𑪖⟩, показывающую назализацию гласной, и висагру ⟨◌𑪗⟩, показывающую придыхание после гласного.
| 𑩐𑩙 ṛ | 𑩐𑩙𑩛𑩙 ṝ | 𑩐𑩚 ḷ | 𑩐𑩚𑩛 ḹ | 𑩐𑪖 aṃ | 𑩐𑪗 aḥ |

## Пунктуация
Кроме символов начала и конца текста, единственная пунктуация в соёмбо — вертикальная черта, означающая конец предложения.

## Юникод
Письменность соёмбо была включена в Юникод 10.0 в июне 2017 года. Блок включает 83 символа. Включение соёмбо в Юникод предложил Аншуман Пандей. Предложение было рассмотрено в декабре 2015 года.
Диапазон соёмбо — U+11A50-U+11AAF.
Menksoft IME — альтернативный метод ввода.